# Col d'Otxondo
Le col d'Otxondo, col pyrénéen de 574 m, situé en Navarre espagnole, entre Dantxaria (Dancharinea en espagnol) et Elizondo, relie la vallée du Baztan (nom du cours supérieur de la Bidassoa) à la France.
Une aire de pique-nique y est aménagée.

## Toponymie
Le nom d'Otsondo ou Otxondo s'applique :
- au col d'Otxondo ;
- au mont Otxondo ;
- au ruisseau du versant nord de ce col, affluent de la Nivelle.

Ce nom basque pourrait s'interpréter comme « parage aux loups », mais il est possible que le radical * ots provienne d'un oronyme.

## Histoire
Il reste des bunkers dans les alentours de ce col, restes silencieux d'une occupation humaine durant l'après-guerre ainsi qu'une base de communications de l'armée américaine pendant la Seconde Guerre mondiale.

## Profil
Le col d'Otxondo présente deux accès différents, par le nord et par le sud.
Par le nord, depuis Dantxaria, l'ascension est longue de 10 kilomètres pour une pente moyenne de 5 % avec les 7 derniers kilomètres présentant une pente moyenne de 5,7 %. Par le sud, depuis Elizondo, l'ascension est longue de 13 kilomètres pour une pente moyenne de 2,8 % avec les 5 derniers kilomètres présentant une pente moyenne de 4,8 %.